# Reckerode
Reckerode ist ein Ortsteil der Gemeinde Kirchheim im osthessischen Landkreis Hersfeld-Rotenburg.

## Geografische Lage
Der Ort liegt nordöstlich von Kirchheim im Knüllgebirge, im oberen Tal des kleinen Wälsebaches. Dieser Bach mündet nach nur etwa vier Kilometer in Kirchheim in die Aula. Der Ort ist von drei Seiten von Bergen umgeben, die zum Teil steil in das Bachtal abfallen. Die Berge gehören zum breiten Höhenrücken des Eisenberges. Im Westen liegt die Krämerskuppe (402 m ü. NN) und im Osten die Hahnenpfalz (396,4 m ü. NN). Im Nordosten liegt die Stellerskuppe (480,5 m ü. NN). Über seinen den Gipfel verläuft die Gemarkungsgrenze zur nördlichen Nachbargemeinde Neuenstein mit dem Ortsteil Gittersdorf.
Die Stellerskuppe (480,5 m ü. NN) ist der höchste Punkt innerhalb der Ortsteilgemarkung, der niedrigste liegt bei etwa 280 m ü. NN am Wälsebach zwischen der Autobahn und der Wälsebachtalbrücke.
Die bebaute Fläche zieht sich an beiden Seiten des Baches, von etwa 310 m ü. NN bis auf etwa 330 m ü. NN hoch.

## Geschichte

### Ortsgeschichte
Die älteste bekannte schriftliche Erwähnung von Reckerode erfolgte im Jahr 1362.
Der Ort ist aber sicher früher entstanden, da der Ortsadel, die Herren von Reckerode, bereits am 8. Januar 1350 urkundlich genannt wurde. In dieser Urkunde sind sie als Hersfelder Ministeriale genannt und hatten Hattenbach vom Hersfelder Abt im Lehensbesitz. Auch eine Eigenkirche der Reckeröder Adeligen stammt vermutlich aus der Zeit um 1350, da es im und am Chorturm noch spätgotische Stilelemente gibt.
Der Ortsadel vergrößerte seinen Besitz im Jahr 1365, als die Herren von Reckerode Hersfelder Lehensbesitz vom Frielinger Ortsadel kauften. In einer Urkunde vom 24. August 1372 wird Hans von Reckerode als hessischer Amtmann von Rotenburg erwähnt.
Nach einer Schlichtungsurkunde vom 19. Oktober 1530 kam es zwischen dem Hersfelder Abt Crato I. und Martin von Hattenbach zum Streit um Besitz und Rechte in Reckerode, dem Scheidhof, Goßmannsrode und Reimboldshausen. Reckerode, Scheidhof und Reimboldshausen wurden durch den schiedsrichterlichen Spruch der Abtei zugesprochen, nur Goßmannsrode ging „mit aller obrigkeit gebot und verbott“ an Martin von Hattenbach.
Als sich um 1554 in der Region um Kirchheim die Reformation durchsetzte, war die ehemalige Kirche der Herren von Reckerode bereits Eigentum der Bürger geworden.
Die Adeligen von Reckerode starben im Jahr 1727 im Mannesstamm aus.
Im Jahr 1747 kam der Ort zur Pfarrei Kirchheim. Um 1800 bekam die Kirche ein neues klassizistisches Kirchenschiff und der Turm bekam eine neue Haube.
Hessische Gebietsreform (1970–1977)
Im Zuge der Gebietsreform in Hessen wurde die bis dahin selbständige Gemeinde Reckerode zum 1. August 1972 kraft Landesgesetz in die Gemeinde Kirchheim eingegliedert.
Für Reckerode, wie für alle bei der Gebietsreform nach Kirchheim eingegliederten Gemeinden sowie für die Kerngemeinde, wurden Ortsbezirke mit Ortsbeirat und Ortsvorsteher nach der Hessischen Gemeindeordnung gebildet.

### Verwaltungsgeschichte im Überblick
Die folgende Liste zeigt die Staaten und Verwaltungseinheiten, denen Reckerode angehört(e):
- 1348: Heiliges Römisches Reich, Reichsabtei Hersfeld, Amt Niederaula
- ab 1378: Heiliges Römisches Reich, Landgrafschaft Hessen (1402–1458) Abtei Hersfeld, Amt Niederaula
- ab 1648: Heiliges Römisches Reich, Landgrafschaft Hessen-Kassel, Fürstentum Hersfeld, Amt Niederaula
- ab 1806: Landgrafschaft Hessen-Kassel, Fürstentum Hersfeld, Amt Niederaula
- 1807–1813: Königreich Westphalen, Departement der Werra, Distrikt Hersfeld, Kanton Obergeis
- ab 1815: Kurfürstentum Hessen, Fürstentum Hersfeld, Amt Niederaula[9]
- ab 1821/22: Kurfürstentum Hessen, Provinz Fulda, Kreis Hersfeld[10][Anm. 1]
- ab 1848: Kurfürstentum Hessen, Bezirk Hersfeld
- ab 1848: Kurfürstentum Hessen, Bezirk Hersfeld
- ab 1851: Kurfürstentum Hessen, Provinz Fulda, Kreis Hersfeld
- ab 1867: Königreich Preußen, Provinz Hessen-Nassau, Regierungsbezirk Kassel, Landkreis Fulda
- ab 1871: Deutsches Reich, Königreich Preußen, Provinz Hessen-Nassau, Regierungsbezirk Kassel, Kreis Hersfeld
- ab 1918: Deutsches Reich, Freistaat Preußen, Provinz Hessen-Nassau, Regierungsbezirk Kassel, Kreis Hersfeld
- ab 1944: Deutsches Reich, Freistaat Preußen, Provinz Kurhessen, Landkreis Hersfeld
- ab 1945: Deutsches Reich, Amerikanische Besatzungszone, Groß-Hessen, Regierungsbezirk Kassel, Landkreis Hersfeld
- ab 1946: Deutsches Reich, Amerikanische Besatzungszone, Hessen, Regierungsbezirk Kassel, Landkreis Hersfeld
- ab 1949: Bundesrepublik Deutschland, Hessen, Regierungsbezirk Kassel, Landkreis Hersfeld
- ab 1972: Bundesrepublik Deutschland, Hessen, Regierungsbezirk Kassel, Landkreis Hersfeld-Rotenburg, Gemeinde Kirchheim

## Bevölkerung

### Einwohnerstruktur 2011
Nach den Erhebungen des Zensus 2011 lebten am Stichtag dem 9. Mai 2011 in Reckerode 152 Einwohner. Darunter waren 3 (2,0 %) Ausländer. Nach dem Lebensalter waren 18 Einwohner unter 18 Jahren, 66 zwischen 18 und 49, 39 zwischen 50 und 64 und 30 Einwohner waren älter. Die Einwohner lebten in 51 Haushalten. Davon waren 6 Singlehaushalte, 15 Paare ohne Kinder und 27 Paare mit Kindern, sowie 3 Alleinerziehende und keine Wohngemeinschaften. In 6 Haushalten lebten ausschließlich Senioren und in 27 Haushaltungen lebten keine Senioren.

### Einwohnerentwicklung
Im Jahr 1610, vor dem Dreißigjährigen Krieg, gab es 35 Haushalte, zehn Jahre nach Kriegsbeginn 1628 wurde die gleiche Anzahl der Haushalte beurkundet. Nach dem Krieg, im Jahr 1673, gab es noch 9 Haushalte und um 1747 gab es wieder 25 Familien. Bei der ersten Volkszählung im Jahr 1830 hatte der Ort 211 Einwohner.
| Reckerode: Einwohnerzahlen von 1830 bis 2015 | Reckerode: Einwohnerzahlen von 1830 bis 2015 | Reckerode: Einwohnerzahlen von 1830 bis 2015 | Reckerode: Einwohnerzahlen von 1830 bis 2015 | Reckerode: Einwohnerzahlen von 1830 bis 2015 |
| --- | -------------------------------------------- | -------------------------------------------- | -------------------------------------------- | -------------------------------------------- |
| Jahr |                                              |                                              |                                              | Einwohner                                    |
| 1830 | 1830                                         |                                              | 211                                          | 211                                          |
| 1834 | 1834                                         |                                              | 217                                          | 217                                          |
| 1840 | 1840                                         |                                              | 113                                          | 113                                          |
| 1846 | 1846                                         |                                              | 245                                          | 245                                          |
| 1852 | 1852                                         |                                              | 229                                          | 229                                          |
| 1858 | 1858                                         |                                              | 267                                          | 267                                          |
| 1864 | 1864                                         |                                              | 246                                          | 246                                          |
| 1871 | 1871                                         |                                              | 219                                          | 219                                          |
| 1875 | 1875                                         |                                              | 219                                          | 219                                          |
| 1885 | 1885                                         |                                              | 220                                          | 220                                          |
| 1895 | 1895                                         |                                              | 223                                          | 223                                          |
| 1905 | 1905                                         |                                              | 222                                          | 222                                          |
| 1910 | 1910                                         |                                              | 222                                          | 222                                          |
| 1925 | 1925                                         |                                              | 232                                          | 232                                          |
| 1939 | 1939                                         |                                              | 204                                          | 204                                          |
| 1946 | 1946                                         |                                              | 309                                          | 309                                          |
| 1950 | 1950                                         |                                              | 338                                          | 338                                          |
| 1956 | 1956                                         |                                              | 245                                          | 245                                          |
| 1961 | 1961                                         |                                              | 230                                          | 230                                          |
| 1967 | 1967                                         |                                              | 207                                          | 207                                          |
| 1970 | 1970                                         |                                              | 217                                          | 217                                          |
| 1982 | 1982                                         |                                              | 209                                          | 209                                          |
| 1990 | 1990                                         |                                              | ?                                            | ?                                            |
| 2000 | 2000                                         |                                              | ?                                            | ?                                            |
| 2006 | 2006                                         |                                              | 167                                          | 167                                          |
| 2010 | 2010                                         |                                              | 156                                          | 156                                          |
| 2011 | 2011                                         |                                              | 153                                          | 153                                          |
| 2015 | 2015                                         |                                              | 154                                          | 154                                          |
| Datenquelle: Historisches Gemeindeverzeichnis für Hessen: Die Bevölkerung der Gemeinden 1834 bis 1967. Wiesbaden: Hessisches Statistisches Landesamt, 1968. Weitere Quellen: ; 1982:; Zensus 2011 Ab 2006 Daten jeweils zum Stichtag 31. Dezember des jeweiligen Jahres ohne Nebenwohnsitze |                                              |                                              |                                              |                                              |

### Historische Religionszugehörigkeit
| • 1885: | 215 evangelische (= 100 %) Einwohner                               |
| • 1961: | 203 evangelische (= 88,26 %), 25 katholische (= 10,87 %) Einwohner |

## Politik
Für den Ortsteil Reckerode besteht ein Ortsbezirk (Gebiete der ehemaligen Gemeinde Reckerode) mit Ortsbeirat und Ortsvorsteher nach der Hessischen Gemeindeordnung. Der Ortsbeirat besteht aus sieben Mitgliedern. Nach den Kommunalwahlen in Hessen 2021 gesteht der Ortsbeirat aus sieben fraktionslosen Mitgliedern. Diese wählten Tobias Eckhardt zum Ortsvorsteher.

## Sehenswürdigkeiten
Für die unter Denkmalschutz stehenden Kulturdenkmale des Ortes siehe die Liste der Kulturdenkmäler in Reckerode.

## Verkehr

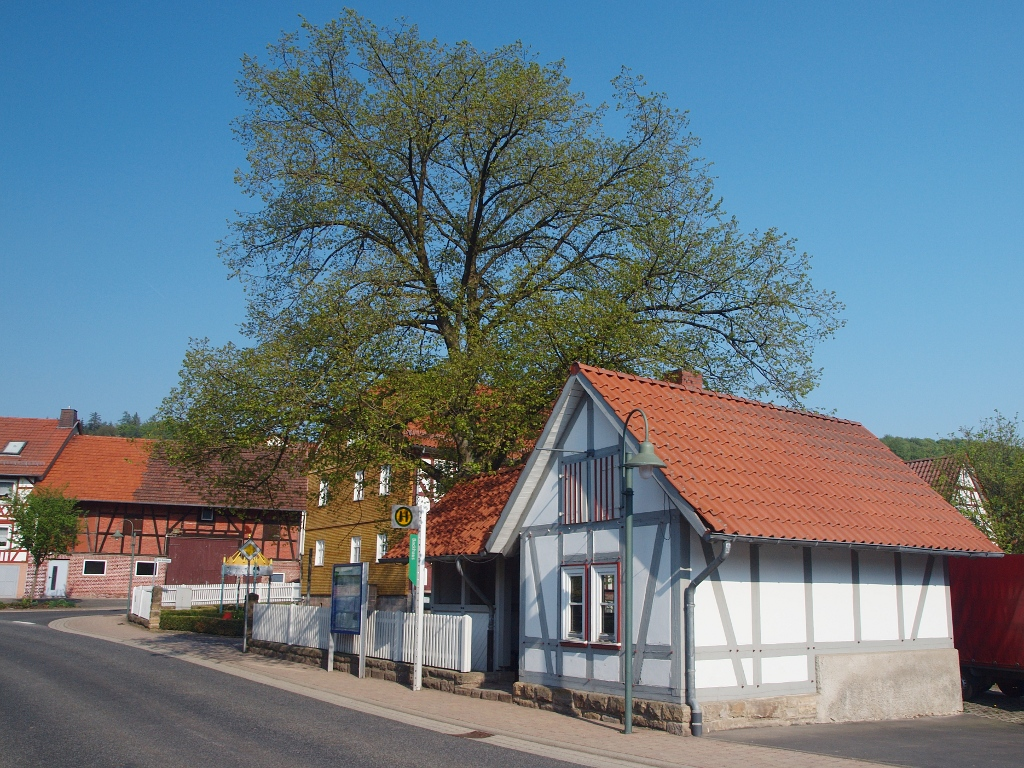
Das Backhaus mit der gleichnamigen Bushaltestelle an der L 3159 in der Dorfmitte

Durch den Ort verläuft die Landesstraße 3159, die von Kirchheim über die „Lange Heide“ nach Bad Hersfeld führt. Die Kreisstraße 36 verbindet Reckerode direkt mit dem westlichen Nachbarort Goßmannsrode.
Der Öffentliche Nahverkehr wird durch den Nordhessischen Verkehrsverbund (NVV) gewährleistet. Die Buslinie 380 hält auf seinem Weg zwischen Kirchheim und Bad Hersfeld an der Haltestelle Backhaus. Weiterhin hält hier der Bürgerbus, der werktags auf seinem Weg von Bad Hersfeld nach Kirchheim durch den Ort kommt. Hier verkehrt auch das Anrufsammeltaxi.
Nur wenige hundert Meter westlich, oberhalb der Ortslage, führt die Bundesautobahn 7 über die Krämerskuppe. Durch diesen Berg führt auch die Schnellfahrstrecke Hannover–Würzburg mit dem Krämerskuppetunnel und die südlich davor liegende Wälsebachtalbrücke, die beide zum Teil innerhalb der südlichen und westlichen Ortsteilgemarkung liegen.

## Persönlichkeiten
- Heinrich Fiehler (1858–1945), Baptistenpastor und Pionier der baptistischen Bewegung in Bayern